# The Racketeer
Pour plus de détails, voir Fiche technique et Distribution.
The Racketeer est un film américain pré-Code réalisé par Howard Higgin, sorti en 1929.
Le film a été censuré par le British Board of Film Censors en 1929.

## Fiche technique
- Titre original : The Racketeer
- Réalisation : Howard Higgin
- Scénario : Paul Gangelin
- Dialogues : A.A. Kline
- Producteur : Ralph Block

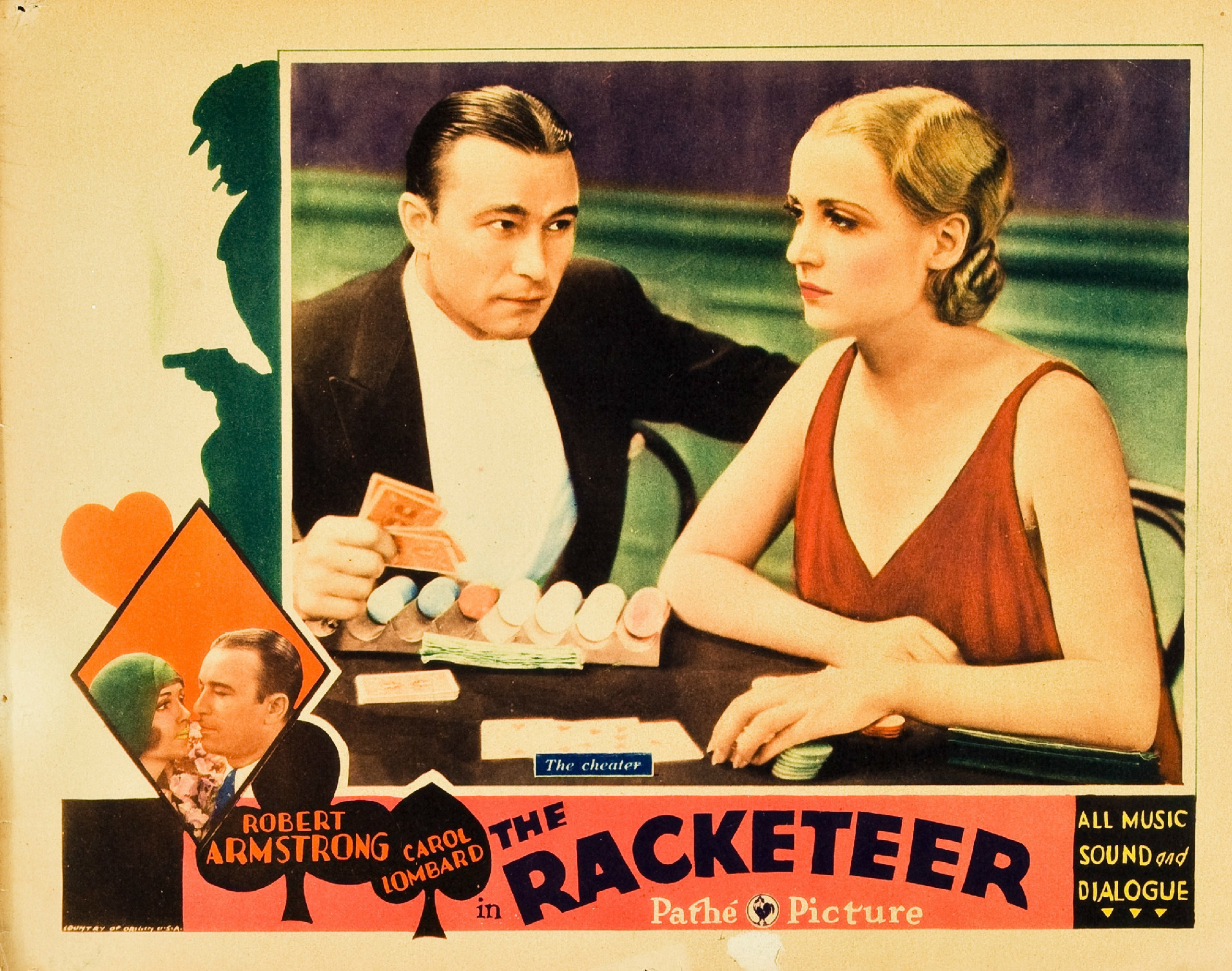
Carte promotionnelle du film.

- Société de production : Pathé-Exchange
- Photographie : David Abel
- Montage : Jack Ogilvie et Doane Harrison
- Direction artistique : Edward C. Jewell
- Costumes : Gwen Wakeling
- Pays de production : États-Unis
- Format : Noir et blanc - Son : Mono (RCA Photophone System)
- Genre : Drame et thriller
- Durée : 68 minutes
- Dates de sortie :  
  - États-Unis : 29 juin 1929

## Distribution
- Robert Armstrong : Mahlon Keane
- Carole Lombard : Rhoda Philbrooke
- Roland Drew : Tony Vaughan
- Paul Hurst : Mehaffy - Policier
- Kit Guard : Gus
- Al Hill : Squid
- Bobby Dunn : The Rat
- Budd Fine : Bernie Weber
- Hedda Hopper : Mme Karen Lee
- Jeanette Loff : Millie Chapman
- John Loder : Jack Oakhurst
- Winter Hall : M. Sam Chapman
- Winifred Harris : Mme Margaret Chapman